# Персикетти, Винсент
Винсент Персикетти (англ. Vincent Ludwig Persichetti; род. 6 июня 1915, Филадельфия — 14 августа 1987, там же) — американский композитор, пианист и музыкальный педагог.

## Биография
Персикетти родился в Филадельфии, штат Пенсильвания, в 1915 году. Хотя никто из его родителей не был музыкантом, его музыкальное образование началось рано. В возрасте пяти лет Персикетти поступил в музыкальный колледж Комбса, где изучал фортепиано, орган, контрабас, а затем теорию музыки и композицию вместе с Расселом Кингом Миллером, которого он считал очень одаренным человеком.
Впервые он публично исполнил свои оригинальные произведения в возрасте 14 лет. К тому времени, когда он стал подросткового возраста, Персикетти уже оплачивал свое образование, аккомпанируя и выступая. Он продолжал делать это на протяжении всей средней школы, добавив к своему опыту церковного органиста, оркестрового игрока и пианиста радио-персонала. Помимо развития своих музыкальных талантов, молодой Персикетти посещал художественную школу и оставался скульптором до самой своей смерти. После получения степени бакалавра в 1936 году ему сразу же предложили преподавательскую должность в музыкальном колледже Комбса.
В 1941 году Персикетти женился на Доротее Фланаган, которая тоже была композитором. У них родилась дочь по имени Лорен, ставшая известной танцовщицей.
Изучал дирижирование у Фрица Райнера в Кёртисовском институте и одновременно фортепиано у Ольги Самарофф в Филадельфийской консерватории. Персикетти возглавил кафедру теории и композиции, а также аспирантуру Филадельфийской консерватории. С 1947 г. преподавал композицию в Джульярдской школе, где его учениками были Филип Гласс, Эйноюхани Раутаваара, Леонардо Балада, Ларри Томас Белл, Джейкоб Дракман и другие заметные музыканты.

## Музыка
Персикетти — одна из главных фигур в американской музыке XX века, как педагог и композитор. Примечательно, что его «гимны» и «ответы на церковный год» стали стандартной установкой для церковных хоров. Его многочисленные сочинения для духового ансамбля часто являются введением в современную музыку для старшеклассников и студентов колледжей.
Раннее композиторское творчество Персикетти было отмечено влиянием Стравинского, Бартока, Хиндемита и Копленда. Персикетти создал восемь симфоний, четыре струнных квартета, значительное количество фортепианной музыки, хоровые композиции (особенно церковные), ряд произведений для духовых ансамблей, в которых использован опыт джаза. Особый интерес представляют обширные циклы камерных сочинений Персикетти — прежде всего, 25 «Притч» (англ. Parables), к числу которых, наряду с сольными пьесами для разных инструментов, принадлежит и одноактная опера «Сивилла» (англ. The Sibyl), и цикл «Стихотворения для фортепиано» (англ. Poems for Piano) по мотивам стихотворений Т. С. Элиота, Харта Крейна, Эми Лоуэлл и других поэтов.